# Ergün Metin
Ergün Metin (Malatya, 24 marzo 1985) è un attore turco, noto per aver interpretato il ruolo di Vahap Keskin nella serie Terra amara (Bir Zamanlar Çukurova).

## Biografia
Ergün Metin è nato il 24 marzo 1985 a Malatya (Turchia), la sua famiglia è originaria di Smirne e nel 2015 si è trasferito a Istanbul per intraprendere la carriera di recitazione.

## Carriera
Ergün Metin dopo aver completato l'istruzione primaria e secondaria, ha deciso di iscriversi presso il dipartimento di recitazione della facoltà di belle arti dell'Università Dokuz Eylül, dove al termine degli studi ha conseguito la laurea. Nello stesso periodo è attore dell'agenzia Unit Talent. Nel 2004 ha deciso di lasciare la facoltà di scienze spaziali dell'Università di Ege e in seguito, nel 2008, ha deciso di iscriversi presso il dipartimento di recitazione della Dokuz Eylül University, dove al termine degli studi ha conseguito una seconda laurea. Dal 2010 al 2013, mentre studiava all'università, ha interpretato con successo ruoli importanti presso il teatro comunale di Bornova. Nel 2015 ha lasciato Smirne per stabilirsi a Istanbul, dove ha preso parte a diverse rappresentazioni teatrali presso il teatro statale e la compagnia Semaver.
Nel 2015 ha recitato nei cortometraggi Ret diretto da Demet Sever, nel ruolo di Deaf e Illegitimate diretto da Ugur Ayverdi. Nello stesso anno ha interpretato il ruolo di Taksici Tayfun nel film Takim: Mahalle Askina! diretto da Emre Sahin. Nel 2017 ha ricoperto il ruolo di Latif nella serie in onda su Show TV Çukur. L'anno successivo, nel 2018, ha recitato nella web serie di BluTV Dudullu Postası e nel film Bold Pilot - Leggenda di un campione (Bizim Için Sampiyon) diretto da Ahmet Katiksiz. Nel 2020 e nel 2021 è entrato a far parte del cast della serie in onda su Show TV Alev Alev. Nel 2022 ha interpretato il ruolo di Fahrettin nella serie di Netflix Mezzanotte a Istanbul (Pera Palas'ta Gece Yarısı). Nello stesso anno è stato scelto per interpretare il ruolo di Vahap Keskin nella serie in onda su ATV Terra amara (Bir Zamanlar Çukurova), insieme agli attori Hilal Altınbilek, Furkan Palalı, İbrahim Çelikkol, İlayda Çevik, Erkan Bektaş e Altan Gördüm. Nel 2022 e nel 2023 ha ricoperto il ruolo di Bedro nella serie in onda su TRT 1 Teşkilat. Nel 2024 ha recitato nella web serie di GAİN Kurtulus Lisesi e nel film Ölü Mevsim diretto da Doğuş Algün.

## Filmografia

### Cinema
- Takim: Mahalle Askina!, regia di Emre Sahin (2015)
- Bold Pilot - Leggenda di un campione (Bizim Için Sampiyon), regia di Ahmet Katiksiz (2018)
- Ölü Mevsim, regia di Doğuş Algün (2024)

### Televisione
- Çukur – serie TV, 1 episodio (Show TV, 2017)
- Alev Alev – serie TV, 28 episodi (Show TV, 2020-2021)
- Terra amara (Bir Zamanlar Çukurova) – serie TV, 22 episodi (ATV, 2022)
- Teşkilat – serie TV, 14 episodi (TRT 1, 2022-2023)

### Web TV
- Dudullu Postası – web serie, 1 episodio (BluTV, 2018)
- Mezzanotte a Istanbul (Pera Palas'ta Gece Yarısı) – serie TV, 1 episodio (Netflix, 2022)
- Kurtulus Lisesi – web serie, 13 episodi (GAİN, 2024)

### Cortometraggi
- Ret, regia di Demet Sever (2015)
- Illegitimate, regia di Ugur Ayverdi (2015)

## Teatro
- İşgüzar Bir Tekerrür (2013)
- Ermişler ya da Günahkarlar (2014)
- Çılgın Dünya (2015)
- Coriolanus (2016)
- Diyelim Ki Birlikteyiz (2018)
- Cardenio (2019)

## Doppiatori italiani
Nelle versioni in italiano dei suoi film e delle sue serie TV, Ergün Metin è stato doppiato da:
- Giuseppe Ippoliti[26] in Terra amara[27]